# (14065) Flegel
(14065) Flegel (1996 EY5) – planetoida z pasa głównego asteroid okrążająca Słońce w ciągu 4,14 lat w średniej odległości 2,58 j.a. Odkryta 11 marca 1996 roku.